# Oscar Camenzind
Oscar Camenzind   (Schwyz, 12 de setembre de 1971) va ser un ciclista suís, que fou professional entre 1996 i 2004. Durant aquests anys aconseguí 21 victòries, destacant, per damunt de totes, el Campionat del món de ciclisme en ruta de 1998. Altres curses guanyades per ell foren la Volta a Suïssa (2000), la Volta a Llombardia (1998) i la Lieja-Bastogne-Lieja (2001).
A les grans voltes destaca la 4a posició final aconseguida al Giro d'Itàlia de 1998. Va participar als Jocs Olímpics d'Estiu del 2000.
Es retirà l'agost de 2004 després de donar positiu en un control antidopatge.

## Palmarès
- 1996
  - Vencedor de 3 etapes del Gran Premi Guillem Tell
- 1997
  -  Campió de Suïssa en ruta
  - 1r al Gran Premi Guillem Tell
  - 1r al Gran Premi Breitling (amb Johan Museeuw)
  - Vencedor de 2 etapes a la Volta a Suïssa
  - Vencedor de 2 etapes a la Volta a Àustria
- 1998
  -  Campió del món de ciclisme en ruta
  - 1r a la Volta a Llombardia
- 1999
  - Vencedor d'una etapa a la Volta a Suïssa
  - Vencedor d'una etapa al Giro del Trentino
- 2000
  - 1r a la Volta a Suïssa
- 2001
  - 1r a la Lieja-Bastogne-Lieja
  - 1r a la Volta a Suïssa
- 2002
  - 1r al Sachsen-Tour i vencedor d'una etapa
- 2003
  - Vencedor d'una etapa del Sachsen-Tour

### Resultats al Tour de França
- 1996. 36è de la classificació general
- 1997. 12è de la classificació general

### Resultats al Giro d'Itàlia
- 1998. 4t de la classificació general
- 1999. 11è de la classificació general
- 2001. 27è de la classificació general

### Resultats a la Volta a Espanya
- 1998. 16è de la classificació general
- 1999. 48è de la classificació general
- 2000. 22è de la classificació general
- 2001. Abandona. 13a etapa
- 2002. No surt. 16a etapa